# Jalen Green
Jalen Romande Green (Merced, California, 9 de febrero de 2002) es un baloncestista estadounidense que pertenece a la plantilla de los Phoenix Suns de la NBA. Con 1,93 metros de estatura, juega en la posición de escolta.

## Trayectoria deportiva

### Primeros años
Green nació en Merced, California, y pasó sus primeros años en esa ciudad y en Livingston. Cuando estaba en tercer grado, se mudó junto a su familia a Fresno. En sexto grado comenzó a jugar en la Amateur Athletic Union, mientras entrenaba cinco horas al día.

### High School
Sus tres años de instituto los pasó en el San Joaquin Memorial High School de Fresno. Como estudiante de primer año, fue titular a tiempo completo y promedió 18,1 puntos y nueve rebotes por partido, y acabó siendo incluido en el segundo quinteto All-American de freshman a nivel nacional. En su segunda temporada, Green promedió 27,9 puntos y 7,7 rebotes por partido, llevando a su instituto al título de la División II de la Sección Central y a disputar los playoffs de la CIF Open Division. Fue elegido Sophomore del Año a nivel nacional, e incluido en el segundo quinteto del estado de California para el USA Today.
Como júnior, Green promedió 30,1 puntos, 7,8 rebotes y 3,6 asistencias por partido. Ganó su segundo campeonato consecutivo de la División Central II. En el partido por el título, superó el récord de anotación de la carrera escolar de 2288 puntos, que ostentaba Roscoe Pondexter desde 1971.
Para su temporada sénior fue transferido al Prolific Prep en Napa, California. Green promedió 31,5 puntos, 7,5 rebotes y cinco asistencias por partido, lo que llevó a su equipo a un récord de 31-3. Fue nombrado jugador del año por Sports Illustrated All-American y miembro del primer equipo MaxPreps All-American. Fue elegido para disputar el McDonald's All-American Game, el Jordan Brand Classic y el Nike Hoop Summit, pero los tres partidos fueron cancelados debido a la pandemia COVID-19.
Recibió varias ofertas universitarias de la NCAA Division I, incluyendo Arizona, Florida State, y USC, antes de cumplir los 15. Al término de su etapa en el instituto, rechazó ofertas firmes de Auburn, Oregón, y Memphis.

### Profesional
El 16 de abril de 2020, Green firmó un contrato de un año y 500 000 dólares con el NBA G League Ignite, un equipo de desarrollo afiliado a la NBA G League. Se convirtió en el primer jugador en unirse al equipo. Jugó una temporada en la que promedió 17,9 puntos, 4,1 rebotes y 2,8 asistencias por partido.
El 29 de julio de 2021 fue elegido en la segunda posición del Draft de la NBA de 2021 por los Houston Rockets. Debutó en la NBA, ya como titular, el 20 de octubre de 2021 ante Minnesota Timberwolves anotando 9 puntos. El 24 de octubre ante Boston Celtics anota 30 puntos, incluyendo 8 triples. El 9 de marzo de 2022 ante Los Angeles Lakers anota 32. Luego consigue una racha, desde el 28 de marzo hasta el 5 de abril, de cinco partidos consecutivos anotando más de 30 puntos. Luego, el 10 de abril, consigue su mejor anotación de esa temporada con 41 puntos ante Atlanta Hawks. Al término de la temporada fue incluido en el mejor quinteto de rookies.
Durante su segundo año en Houston, el 18 de enero de 2023, iguala su récord personal con 41 puntos ante Charlotte Hornets. El 23 de enero consigue la mejor anotación de su carrera con 42 puntos ante Minnesota Timberwolves. El 19 de marzo anota 40 puntos ante New Orleans Pelicans.
En su tercer año con los Rockets, el 19 de marzo de 2024 anota 42 puntos ante Washington Wizards. El 23 de marzo anota 41 ante Utah Jazz.
En octubre de 2024 acuerda una extensión de contrato con los Rockets por tres años y $105 millones. Durante su cuarta temporada en Houston, el 27 de noviembre de 2024 ante Philadelphia 76ers anota 41 puntos. El 13 de enero de 2025 consigue 42 puntos ante Memphis Grizzlies.
El 22 de junio de 2025 es traspasado a Phoenix Suns, junto a Dillon Brooks, a cambio de Kevin Durant.

### Selección nacional

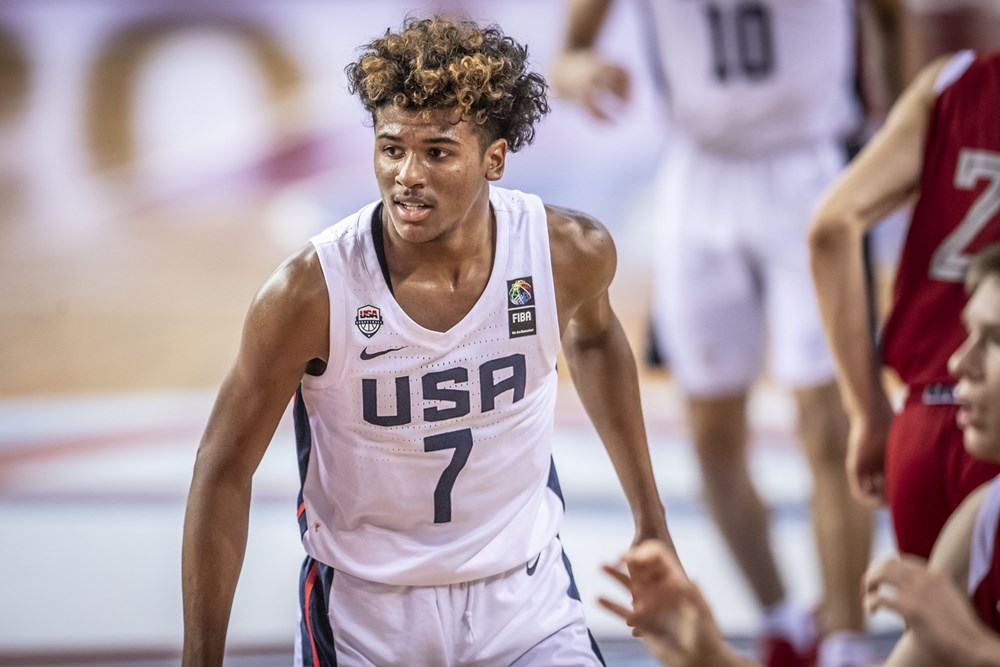
Green con la selección en el Mundial Sub-19 de Grecia.

En 2017 participó con Estados Unidos en el Campeonato FIBA Américas Sub-16 celebrado en Argentina, proclamándose campeón.
Al año siguiente, fue integrante de la selección júnior de Estados Unidos que se llevó el oro en el Mundial Sub-17 de 2018, celebrado en Argentina, donde fue nombrado MVP del torneo.
En 2019, fue miembro de la selección estadounidense que disputó y ganó el Mundial Sub-19 celebrado en Grecia.

## Estadísticas de su carrera en la NBA

### Temporada regular
| Año     | Equipo  | PJ  | PT  | MPP  | %TC  | %3P  | %TL  | RPP | APP | ROB | TPP | PPP  |
| ------- | ------- | --- | --- | ---- | ---- | ---- | ---- | --- | --- | --- | --- | ---- |
| 2021-22 | Houston | 67  | 67  | 31.9 | .426 | .343 | .797 | 3.4 | 2.6 | .7  | .3  | 17.3 |
| 2022-23 | Houston | 76  | 76  | 34.2 | .416 | .338 | .786 | 3.7 | 3.7 | .8  | .2  | 22.1 |
| 2023-24 | Houston | 82  | 82  | 31.7 | .423 | .332 | .804 | 5.2 | 3.5 | .8  | .3  | 19.6 |
| 2024-25 | Houston | 82  | 82  | 32.9 | .423 | .354 | .813 | 4.6 | 3.4 | .9  | .3  | 21.0 |
| Total   | Total   | 307 | 307 | 32.7 | .422 | .342 | .799 | 4.3 | 3.4 | .8  | .3  | 20.1 |

### Playoffs
| Año   | Equipo  | PJ | PT | MPP  | %TC  | %3P  | %TL  | RPP | APP | ROB | TPP | PPP  |
| ----- | ------- | -- | -- | ---- | ---- | ---- | ---- | --- | --- | --- | --- | ---- |
| 2025  | Houston | 7  | 7  | 31.3 | .372 | .295 | .667 | 5.4 | 2.9 | .6  | .3  | 13.3 |
| Total | Total   | 7  | 7  | 31.3 | .372 | .295 | .667 | 5.4 | 2.9 | .6  | .3  | 13.3 |

## Vida personal
Desde agosto de 2023 mantiene una relación con la modelo y actriz Draya Michele, 17 años mayor que él. En marzo de 2024 anuncian que está embarazada.